# Dận Hỗ
Doãn Hỗ (tiếng Mãn: ᠶᡡᠨ ᡥᡡ, Möllendorff: yūn hū, chữ Hán: 允祜; 10 tháng 1 năm 1712 - 12 tháng 2 năm 1744) là hoàng tử thứ 22 tính trong số những người con sống tới tuổi trưởng thành của Thanh Thánh Tổ Khang Hi Đế.

## Tiểu sử
Doãn Hỗ nguyên danh là Dận Hỗ (chữ Mãn:ᡳᠨ ᡥᡡ, chữ Hán: 胤祜), sinh vào giờ Dậu ngày 3 tháng 12 (âm lịch) năm Khang Hi thứ 50 (1711), là con trai duy nhất của Cẩn tần. Sau khi Ung Chính Đế nối ngôi đã đổi tên ông thành Doãn Hỗ để tránh kị huý. Năm Ung Chính thứ 8 (1730), ông được phong Bối tử. Năm thứ 11 (1733), Ung Chính Đế ra chỉ dụ, lệnh cho ông và Doãn Lộc cùng nhau xử lý sự vụ Mãn Châu Chính Hoàng kỳ. 1 năm sau (1734) tấn thăng Bối lặc. Năm thứ 13 (1735), sinh mẫu Hắc Sách Đồ thị từ Hoàng khảo Khởi Quý nhân được tấn tôn Hoàng tổ Cẩn tần. Năm Càn Long thứ 9 (1744), ngày 4 tháng 1 (âm lịch), Doãn Hỗ qua đời, được truy thuỵ là Cung Cần Bối lặc (恭勤貝勒), hưởng thọ 34 tuổi.

## Gia quyến

### Thê thiếp
- Đích Phúc tấn: Y Nhĩ Căn Giác La thị (伊尔根觉罗氏), con gái của Thị lang Song Hỉ (双喜), cháu nội của Phó Lạp Tháp (傅拉塔).
- Trắc Phúc tấn: Ô Nhã thị (乌雅氏), con gái của Nội Đại thần kiêm Thượng thư Hải Phương (海芳), tằng tôn nữ của Phó đô Ngự sử kiêm Nội vụ phủ Tổng quản Đa Tất (多毕), tức là chất nữ trong tộc của Hiếu Cung Nhân Hoàng hậu.
- Thứ thiếp:
  - Trình thị (程氏), con gái của Lục phẩm Điển vệ Trình Khải Anh (程启英).
  - Dương thị (杨氏), con gái của Thường Trụ (常住).
  - Lưu thị (劉氏), con gái của Đức Trụ (德住).

### Hậu duệ

#### Con trai
1. Hoằng Lung (弘昽; 1727 - 1784), mẹ là Y Nhĩ Căn Giác La thị, được phong Bối tử, có 2 con trai.
2. Nhị tử (1728 - 1731), mẹ là Dương thị, chết yểu.
3. Thuỵ Bảo (瑞保; 1742 - 1745), mẹ là Trình thị, chết yểu.
4. Hoằng Tung (弘嵩; 1743 - 1777), mẹ là Ô Nhã thị, được phong Phụng ân Trấn quốc Tướng quân, có 4 con trai.
5. Hoằng Phong (弘丰; 1744 - 1803), mẹ là Ô Nhã thị, được phong Phụng ân Phụ quốc Tướng quân, có 4 con trai.

#### Con gái
1. Trưởng nữ (1730 - 1775), mẹ là Y Nhĩ Căn Giác La thị, được phong Huyện chúa, hạ giá lấy Mã Bảo (玛宝) thuộc Mã Giai thị.
2. Nhị nữ (1731 - 1800), mẹ là Y Nhĩ Căn Giác La thị, được phong Huyện chúa, hạ giá lấy Cố Sơn Bối tử Trát Lạp Phong A (扎拉豐阿) của Ô Lương Hãn bộ thuộc Khách Lạt Thấm. Hai người có một con trai là Đan Ba Đa Nhĩ Tể (丹巴多爾濟), lần lượt cưới 2 người con gái nhà Ái Tân Giác La là Huyện quân - con gái của Vĩnh Chương và con gái của Vĩnh Tân (永璸) - con trai Hoằng Trú.
3. Tam nữ (1733 - 1805), mẹ là Dương thị, hạ giá lấy Thai Cát Canh Đô Trát Nhĩ (台吉庚都扎尔) thuộc Bác Nhĩ Tế Cát Đặc thị của Ngao Hán bộ.
4. Tứ nữ (1739 - 1821), mẹ là Lưu thị, hạ giá lấy Sắc Lăng Đan Ba (色棱丹巴) thuộc Bác Nhĩ Tế Cát Đặc thị của Khoa Nhĩ Thẩm.

## Phả hệ Cung Cần Bối lặc
|                                                                           |                                                                           |                                                                           |                                                                           |                                                                           |                                                                           |  |  |  |  |  |  |                                                                   |                                                                   |                                                                   |                                                                   |                                                                   |                                                                   |  |  |  |  |  |  |                                                                     |                                                                     |                                                                     |                                                                     | Quá kế                                                              |                                                                     |  |  |  |  |  |  |  |  |  |  |  |  |  |  |  |  |  |  |  |  |
|                                                                           |                                                                           |                                                                           |                                                                           |                                                                           |                                                                           |  |  |  |  |  |  | Cung Cần Bối lặc Doãn Hỗ 1712 - 1730 - 1744                       |                                                                   |                                                                   |                                                                   |                                                                   |                                                                   |  |  |  |  |  |  |                                                                     |                                                                     |                                                                     |                                                                     |                                                                     |                                                                     |  |  |  |  |  |  |  |  |  |  |  |  |  |  |  |  |  |  |  |  |
|                                                                           |                                                                           |                                                                           |                                                                           |                                                                           |                                                                           |  |  |  |  |  |  |                                                                   |                                                                   |                                                                   |                                                                   |                                                                   |                                                                   |  |  |  |  |  |  |                                                                     |                                                                     |                                                                     |                                                                     |                                                                     |                                                                     |  |  |  |  |  |  |  |  |  |  |  |  |  |  |  |  |  |  |  |  |
|                                                                           |                                                                           |                                                                           |                                                                           |                                                                           |                                                                           |  |  |  |  |  |  |                                                                   |                                                                   |                                                                   |                                                                   |                                                                   |                                                                   |  |  |  |  |  |  |                                                                     |                                                                     |                                                                     |                                                                     |                                                                     |                                                                     |  |  |  |  |  |  |  |  |  |  |  |  |  |  |  |  |  |  |  |  |
| Bối tử Hoằng Lung (弘曨) 1727 - 1744 - 1784                               | Bối tử Hoằng Lung (弘曨) 1727 - 1744 - 1784                               | Bối tử Hoằng Lung (弘曨) 1727 - 1744 - 1784                               | Bối tử Hoằng Lung (弘曨) 1727 - 1744 - 1784                               | Bối tử Hoằng Lung (弘曨) 1727 - 1744 - 1784                               | Bối tử Hoằng Lung (弘曨) 1727 - 1744 - 1784                               |  |  |  |  |  |  | Nhị đẳng Trấn quốc Tướng quân Hoằng Tung (弘嵩) 1743 - 1777       | Nhị đẳng Trấn quốc Tướng quân Hoằng Tung (弘嵩) 1743 - 1777       | Nhị đẳng Trấn quốc Tướng quân Hoằng Tung (弘嵩) 1743 - 1777       | Nhị đẳng Trấn quốc Tướng quân Hoằng Tung (弘嵩) 1743 - 1777       | Nhị đẳng Trấn quốc Tướng quân Hoằng Tung (弘嵩) 1743 - 1777       | Nhị đẳng Trấn quốc Tướng quân Hoằng Tung (弘嵩) 1743 - 1777       |  |  |  |  |  |  | Nhất đẳng Phụ quốc Tướng quân Hoằng Phong (弘豐) 1744 - 1789 - 1803 | Nhất đẳng Phụ quốc Tướng quân Hoằng Phong (弘豐) 1744 - 1789 - 1803 | Nhất đẳng Phụ quốc Tướng quân Hoằng Phong (弘豐) 1744 - 1789 - 1803 | Nhất đẳng Phụ quốc Tướng quân Hoằng Phong (弘豐) 1744 - 1789 - 1803 | Nhất đẳng Phụ quốc Tướng quân Hoằng Phong (弘豐) 1744 - 1789 - 1803 | Nhất đẳng Phụ quốc Tướng quân Hoằng Phong (弘豐) 1744 - 1789 - 1803 |  |  |  |  |  |  |  |  |  |  |  |  |  |  |  |  |  |  |  |  |
| Bối tử Hoằng Lung (弘曨) 1727 - 1744 - 1784                               | Bối tử Hoằng Lung (弘曨) 1727 - 1744 - 1784                               | Bối tử Hoằng Lung (弘曨) 1727 - 1744 - 1784                               | Bối tử Hoằng Lung (弘曨) 1727 - 1744 - 1784                               | Bối tử Hoằng Lung (弘曨) 1727 - 1744 - 1784                               | Bối tử Hoằng Lung (弘曨) 1727 - 1744 - 1784                               |  |  |  |  |  |  | Nhị đẳng Trấn quốc Tướng quân Hoằng Tung (弘嵩) 1743 - 1777       | Nhị đẳng Trấn quốc Tướng quân Hoằng Tung (弘嵩) 1743 - 1777       | Nhị đẳng Trấn quốc Tướng quân Hoằng Tung (弘嵩) 1743 - 1777       | Nhị đẳng Trấn quốc Tướng quân Hoằng Tung (弘嵩) 1743 - 1777       | Nhị đẳng Trấn quốc Tướng quân Hoằng Tung (弘嵩) 1743 - 1777       | Nhị đẳng Trấn quốc Tướng quân Hoằng Tung (弘嵩) 1743 - 1777       |  |  |  |  |  |  | Nhất đẳng Phụ quốc Tướng quân Hoằng Phong (弘豐) 1744 - 1789 - 1803 | Nhất đẳng Phụ quốc Tướng quân Hoằng Phong (弘豐) 1744 - 1789 - 1803 | Nhất đẳng Phụ quốc Tướng quân Hoằng Phong (弘豐) 1744 - 1789 - 1803 | Nhất đẳng Phụ quốc Tướng quân Hoằng Phong (弘豐) 1744 - 1789 - 1803 | Nhất đẳng Phụ quốc Tướng quân Hoằng Phong (弘豐) 1744 - 1789 - 1803 | Nhất đẳng Phụ quốc Tướng quân Hoằng Phong (弘豐) 1744 - 1789 - 1803 |  |  |  |  |  |  |  |  |  |  |  |  |  |  |  |  |  |  |  |  |
| Dĩ cách Phụng ân Trấn quốc công Vĩnh Chi (永芝) 1763 - 1784 - 1785 - 1812 | Dĩ cách Phụng ân Trấn quốc công Vĩnh Chi (永芝) 1763 - 1784 - 1785 - 1812 | Dĩ cách Phụng ân Trấn quốc công Vĩnh Chi (永芝) 1763 - 1784 - 1785 - 1812 | Dĩ cách Phụng ân Trấn quốc công Vĩnh Chi (永芝) 1763 - 1784 - 1785 - 1812 | Dĩ cách Phụng ân Trấn quốc công Vĩnh Chi (永芝) 1763 - 1784 - 1785 - 1812 | Dĩ cách Phụng ân Trấn quốc công Vĩnh Chi (永芝) 1763 - 1784 - 1785 - 1812 |  |  |  |  |  |  | Tam đẳng Phụ quốc Tướng quân Vĩnh Nhược (永若) 1772 - 1785 - 1789 | Tam đẳng Phụ quốc Tướng quân Vĩnh Nhược (永若) 1772 - 1785 - 1789 | Tam đẳng Phụ quốc Tướng quân Vĩnh Nhược (永若) 1772 - 1785 - 1789 | Tam đẳng Phụ quốc Tướng quân Vĩnh Nhược (永若) 1772 - 1785 - 1789 | Tam đẳng Phụ quốc Tướng quân Vĩnh Nhược (永若) 1772 - 1785 - 1789 | Tam đẳng Phụ quốc Tướng quân Vĩnh Nhược (永若) 1772 - 1785 - 1789 |  |  |  |  |  |  | Vĩnh Tấn (永晉) 1766 - 1769                                         | Vĩnh Tấn (永晉) 1766 - 1769                                         | Vĩnh Tấn (永晉) 1766 - 1769                                         | Vĩnh Tấn (永晉) 1766 - 1769                                         | Vĩnh Tấn (永晉) 1766 - 1769                                         | Vĩnh Tấn (永晉) 1766 - 1769                                         |  |  |  |  |  |  |  |  |  |  |  |  |  |  |  |  |  |  |  |  |
| Dĩ cách Phụng ân Trấn quốc công Vĩnh Chi (永芝) 1763 - 1784 - 1785 - 1812 | Dĩ cách Phụng ân Trấn quốc công Vĩnh Chi (永芝) 1763 - 1784 - 1785 - 1812 | Dĩ cách Phụng ân Trấn quốc công Vĩnh Chi (永芝) 1763 - 1784 - 1785 - 1812 | Dĩ cách Phụng ân Trấn quốc công Vĩnh Chi (永芝) 1763 - 1784 - 1785 - 1812 | Dĩ cách Phụng ân Trấn quốc công Vĩnh Chi (永芝) 1763 - 1784 - 1785 - 1812 | Dĩ cách Phụng ân Trấn quốc công Vĩnh Chi (永芝) 1763 - 1784 - 1785 - 1812 |  |  |  |  |  |  | Tam đẳng Phụ quốc Tướng quân Vĩnh Nhược (永若) 1772 - 1785 - 1789 | Tam đẳng Phụ quốc Tướng quân Vĩnh Nhược (永若) 1772 - 1785 - 1789 | Tam đẳng Phụ quốc Tướng quân Vĩnh Nhược (永若) 1772 - 1785 - 1789 | Tam đẳng Phụ quốc Tướng quân Vĩnh Nhược (永若) 1772 - 1785 - 1789 | Tam đẳng Phụ quốc Tướng quân Vĩnh Nhược (永若) 1772 - 1785 - 1789 | Tam đẳng Phụ quốc Tướng quân Vĩnh Nhược (永若) 1772 - 1785 - 1789 |  |  |  |  |  |  | Vĩnh Tấn (永晉) 1766 - 1769                                         | Vĩnh Tấn (永晉) 1766 - 1769                                         | Vĩnh Tấn (永晉) 1766 - 1769                                         | Vĩnh Tấn (永晉) 1766 - 1769                                         | Vĩnh Tấn (永晉) 1766 - 1769                                         | Vĩnh Tấn (永晉) 1766 - 1769                                         |  |  |  |  |  |  |  |  |  |  |  |  |  |  |  |  |  |  |  |  |
|                                                                           |                                                                           |                                                                           |                                                                           |                                                                           |                                                                           |  |  |  |  |  |  |                                                                   |                                                                   |                                                                   |                                                                   |                                                                   |                                                                   |  |  |  |  |  |  |                                                                     |                                                                     |                                                                     |                                                                     |                                                                     |                                                                     |  |  |  |  |  |  |  |  |  |  |  |  |  |  |  |  |  |  |  |  |
|                                                                           |                                                                           |                                                                           |                                                                           |                                                                           |                                                                           |  |  |  |  |  |  | Phụng ân Tướng quân Miên Loan (綿鸞) 1784 - 1803 - 1860           |                                                                   |                                                                   |                                                                   |                                                                   |                                                                   |  |  |  |  |  |  |                                                                     |                                                                     |                                                                     |                                                                     |                                                                     |                                                                     |  |  |  |  |  |  |  |  |  |  |  |  |  |  |  |  |  |  |  |  |
|                                                                           |                                                                           |                                                                           |                                                                           |                                                                           |                                                                           |  |  |  |  |  |  |                                                                   |                                                                   |                                                                   |                                                                   |                                                                   |                                                                   |  |  |  |  |  |  |                                                                     |                                                                     |                                                                     |                                                                     |                                                                     |                                                                     |  |  |  |  |  |  |  |  |  |  |  |  |  |  |  |  |  |  |  |  |
|                                                                           |                                                                           |                                                                           |                                                                           |                                                                           |                                                                           |  |  |  |  |  |  | Phụng ân Tướng quân Dịch Khánh (奕慶) 1811 - 1860 - 1878          |                                                                   |                                                                   |                                                                   |                                                                   |                                                                   |  |  |  |  |  |  |                                                                     |                                                                     |                                                                     |                                                                     |                                                                     |                                                                     |  |  |  |  |  |  |  |  |  |  |  |  |  |  |  |  |  |  |  |  |
|                                                                           |                                                                           |                                                                           |                                                                           |                                                                           |                                                                           |  |  |  |  |  |  |                                                                   |                                                                   |                                                                   |                                                                   |                                                                   |                                                                   |  |  |  |  |  |  |                                                                     |                                                                     |                                                                     |                                                                     |                                                                     |                                                                     |  |  |  |  |  |  |  |  |  |  |  |  |  |  |  |  |  |  |  |  |
|                                                                           |                                                                           |                                                                           |                                                                           |                                                                           |                                                                           |  |  |  |  |  |  | Phụng ân Tướng quân Tái Lân (載麟) 1853 - 1879 - 1897             |                                                                   |                                                                   |                                                                   |                                                                   |                                                                   |  |  |  |  |  |  |                                                                     |                                                                     |                                                                     |                                                                     |                                                                     |                                                                     |  |  |  |  |  |  |  |  |  |  |  |  |  |  |  |  |  |  |  |  |
|                                                                           |                                                                           |                                                                           |                                                                           |                                                                           |                                                                           |  |  |  |  |  |  |                                                                   |                                                                   |                                                                   |                                                                   |                                                                   |                                                                   |  |  |  |  |  |  |                                                                     |                                                                     |                                                                     |                                                                     |                                                                     |                                                                     |  |  |  |  |  |  |  |  |  |  |  |  |  |  |  |  |  |  |  |  |
|                                                                           |                                                                           |                                                                           |                                                                           |                                                                           |                                                                           |  |  |  |  |  |  | Phụng ân Tướng quân Phổ Dương (溥陽) 1871 -1898 - ?               |                                                                   |                                                                   |                                                                   |                                                                   |                                                                   |  |  |  |  |  |  |                                                                     |                                                                     |                                                                     |                                                                     |                                                                     |                                                                     |  |  |  |  |  |  |  |  |  |  |  |  |  |  |  |  |  |  |  |  |
|                                                                           |                                                                           |                                                                           |                                                                           |                                                                           |                                                                           |  |  |  |  |  |  |                                                                   |                                                                   |                                                                   |                                                                   |                                                                   |                                                                   |  |  |  |  |  |  |                                                                     |                                                                     |                                                                     |                                                                     |                                                                     |                                                                     |  |  |  |  |  |  |  |  |  |  |  |  |  |  |  |  |  |  |  |  |
|                                                                           |                                                                           |                                                                           |                                                                           |                                                                           |                                                                           |  |  |  |  |  |  | Dục Thọ (毓壽) 1906 - ?                                           |                                                                   |                                                                   |                                                                   |                                                                   |                                                                   |  |  |  |  |  |  |                                                                     |                                                                     |                                                                     |                                                                     |                                                                     |                                                                     |  |  |  |  |  |  |  |  |  |  |  |  |  |  |  |  |  |  |  |  |